# Nederlandsch nieuws
Nederlandsch nieuws was een verzetsblad uit de Tweede Wereldoorlog, dat vanaf 1 december 1944 tot en met 17 februari 1945 werd uitgegeven door de makers van het verzetsblad Oranje-bulletin voor Delft en omstreken: De Geus, De Ploeg, Je Maintiendrai, Vrij Nederland, Ons Volk, Het Parool, en De Waarheid. Het blad verscheen 2 à 3 maal per week in een gedrukte oplage van 7000 exemplaren. De inhoud bestond voornamelijk uit algemene artikelen, binnenlandse berichten en mededelingen.
De redactie werkte nauw samen met de Haags/Delftse versie van het Oranje-bulletin en bracht soms gecombineerde afleveringen uit.

## Gerelateerde kranten
- Oranje-bulletin (verzetsblad, 's-Gravenhage-Delft)[1]